# Flügelknöteriche
Die Flügelknöteriche (Fallopia) sind eine Pflanzengattung innerhalb der Familie der Knöterichgewächse (Polygonaceae). Die 7 bis 18 Arten sind in den gemäßigten bis subtropischen Zonen der Nordhalbkugel weit verbreitet.

## Beschreibung

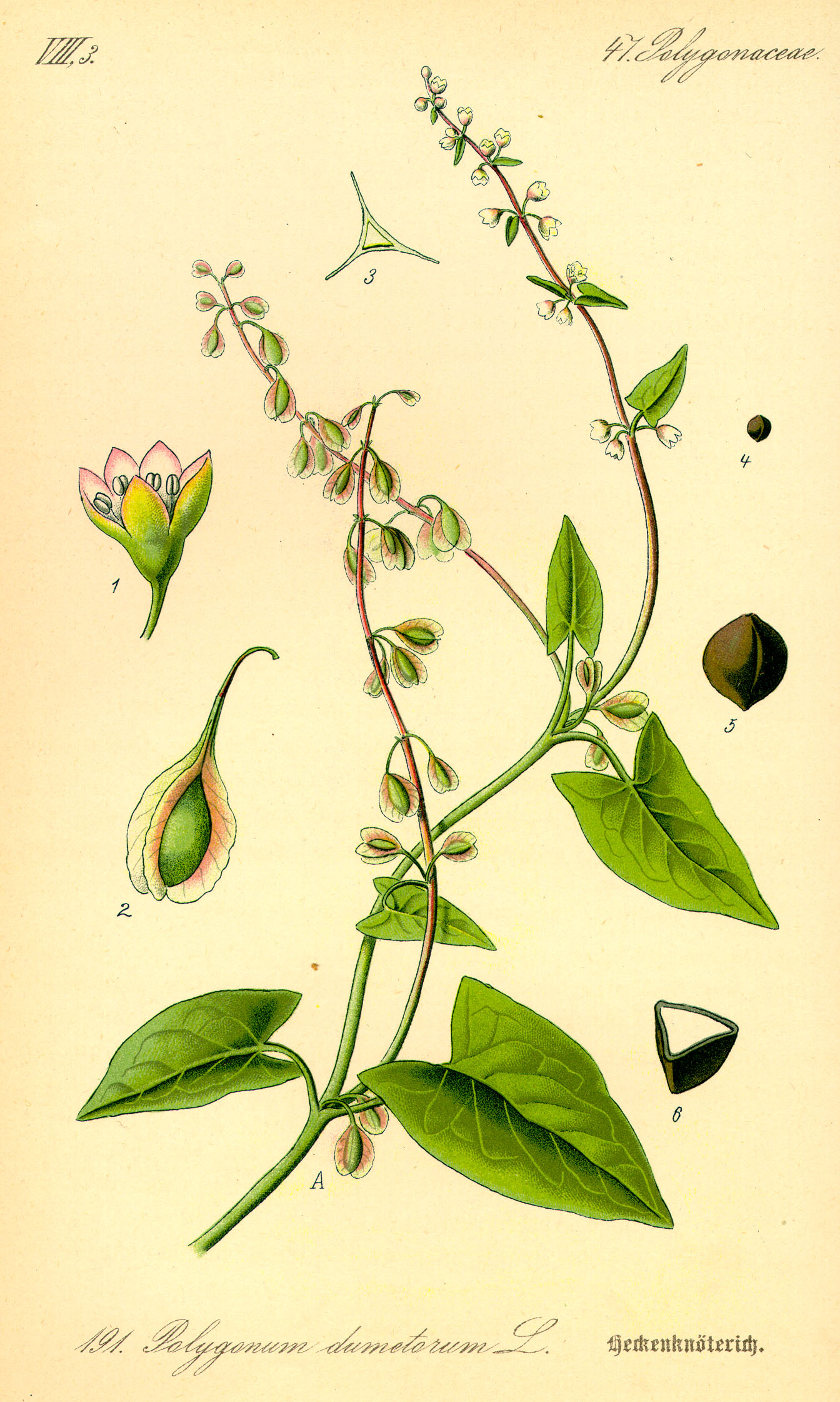
Illustration von Fallopia dumetorum

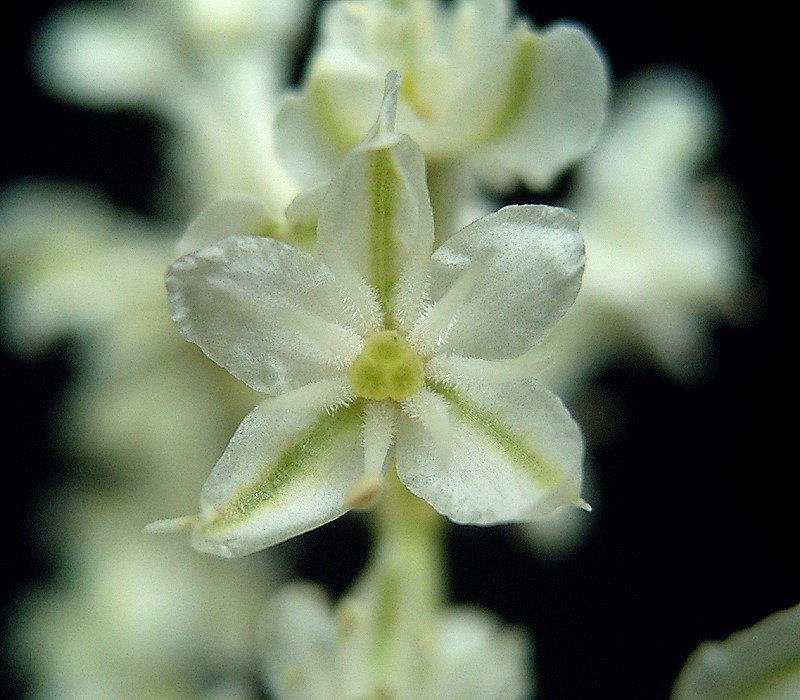
Blüte des Schlingknöterich (Fallopia baldschuanica)

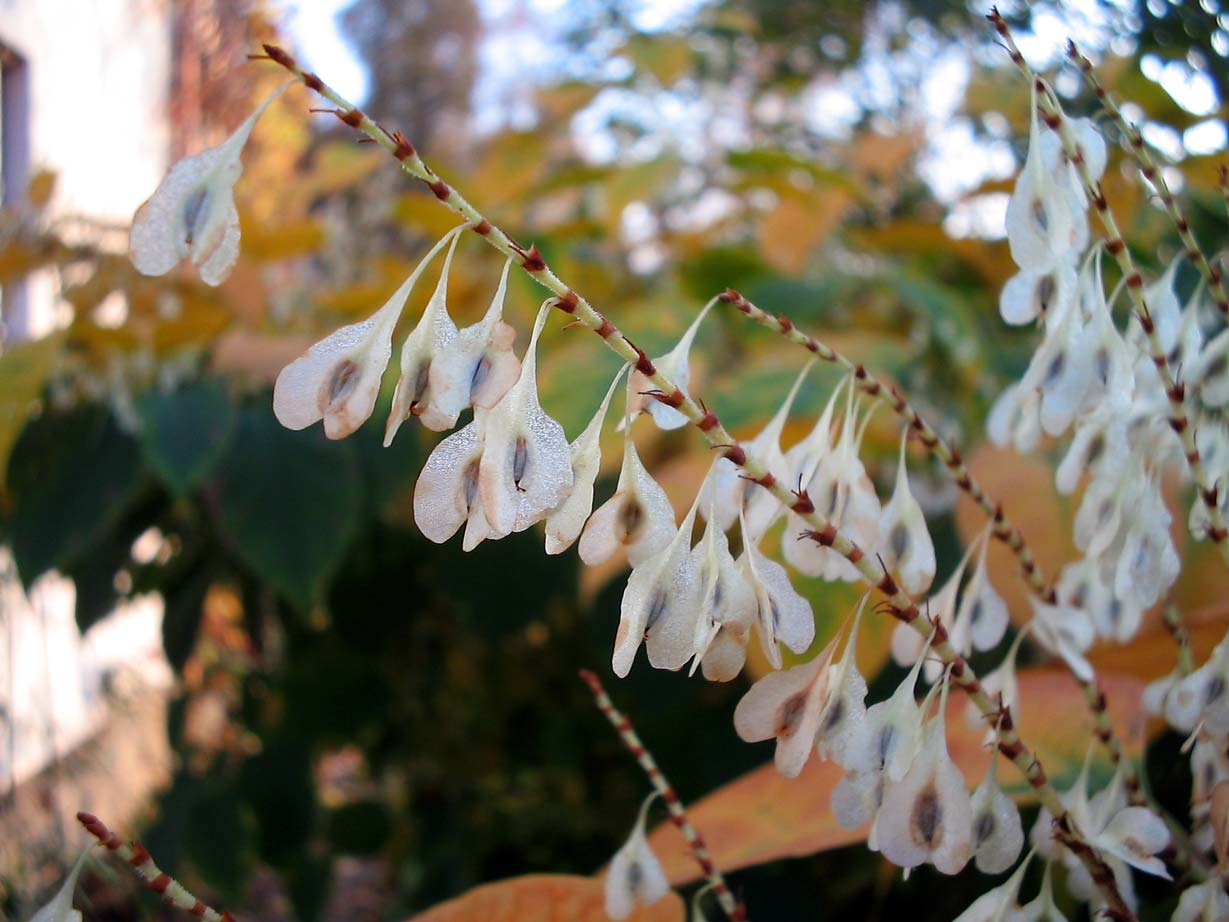
Früchte des Japanischen Staudenknöterich (Fallopia japonica), gut zu erkennen die stark geflügelten äußeren drei Blütenhüllblätter

### Erscheinungsbild und Blätter
Die Fallopia-Arten sind laubabwerfende, einjährige bis ausdauernde, krautige Pflanzen bis Halbsträucher. Die Wurzeln sind faserig bis verholzend. Manche Arten bilden Rhizome. Die selten niederliegenden, meist selbständig aufrechten oder windenden Sprossachsen sind kahl oder flaumig behaart und können bei manchen Arten an ihrer Basis verholzen. Einige Arten sind relativ raschwüchsig.
Ihre wechselständig angeordneten Laubblätter sind in Blattstiel und Blattspreite gegliedert. Die Blattstiele besitzen an ihrer Basis ein Gelenk und bei manchen Arten extraflorale Nektarien. Die einfachen Blattspreiten sind breit eiförmig bis dreieckig, mit glattem oder gewelltem Blattrand und oft mit einem herz- oder pfeilförmigen Spreitengrund. Die haltbare oder vergängliche, röhrige Ochrea besitzt ein schräges oder gestutztes oberes Ende.

### Blütenstände und Blüten
Es können Blütenstandsschäfte vorhanden sein. Es werden end- und/oder seitenständige, traubige oder rispige Gesamtblütenstände gebildet, die über jeweils einer Ochrea einen bündeligen Teilblütenstand mit ein bis fünf Blüten enthalten.
Charakteristisch ist die Form der gestielten, zwittrigen oder eingeschlechtigen Blüten. Es gibt Exemplare mit zwittrigen und welche nur mit weiblichen Blüten. Von den fünf Blütenhüllblättern sind die äußeren drei größer, gekielt oder bei den meisten Arten stark geflügelt, selten nicht gekielt und ungeflügelt; dieses Merkmal brachte dieser Gattung auch den Namen Flügelknöteriche ein. Die inneren zwei Blütenhüllblätter sind kleiner und unauffällig. Die meist weißen, grünlichweißen bis rosafarbenen, meist kahlen Blütenhüllblätter vergrößern sich bis zur Fruchtreife. Die Blütenhüllblätter sind nur an ihrer Basis bis fast vollständig glockenförmig verwachsen. Es sind sechs bis acht freie Staubblätter vorhanden. Die Staubfäden sind kahl oder im unteren Bereich flaumig behaart. Die gelben oder rosafarbenen bis roten Staubbeutel sind eiförmig bis elliptisch. Drei Fruchtblätter sind zu einem einkammerigen Fruchtknoten verwachsen. Die drei distal ausgebreiteten, nur an ihrer Basis oder fast vollständig verwachsenen, sehr kurzen Griffeläste enden in kopfigen, ausgefransten oder schildförmigen Narben.

### Früchte und Samen
Die bei Reife braune bis dunkelbraune oder fast schwarze Frucht (Achäne) ist eiförmig und dreikantig, aber nicht geflügelt. Sie ist teilweise oder vollständig von der Blütenhülle umgeben. Die Samen enthalten einen geraden Embryo.

### Chromosomensätze
Die Chromosomengrundzahl beträgt x = 10 oder 11.

## Vorkommen
Die Gattung Fallopia ist in weiten Teilen der Nordhalbkugel in den gemäßigten bis subtropischen Gebieten verbreitet. In Nordamerika kommen etwa acht Arten vor, jedoch ist nur Fallopia cilinodis und Fallopia scandens dort beheimatet. In China kommen etwa acht Arten vor, davon drei nur dort.
Viele Arten wachsen gerne an Standorten, an denen der natürliche Bewuchs gestört ist, beispielsweise auf Äckern, an Ruderalstellen, Schuttplätzen oder an vom Menschen beeinflussten Flussufern.
Der in weiten Teilen Eurasiens heimische Windenknöterich oder Acker-Flügelknöterich (Fallopia convolvulus), gilt als Ackerunkraut. Manche Arten wie der Japanische Staudenknöterich gelten dort, wo sie eingeführt wurden, als problematische invasive Neophyten.

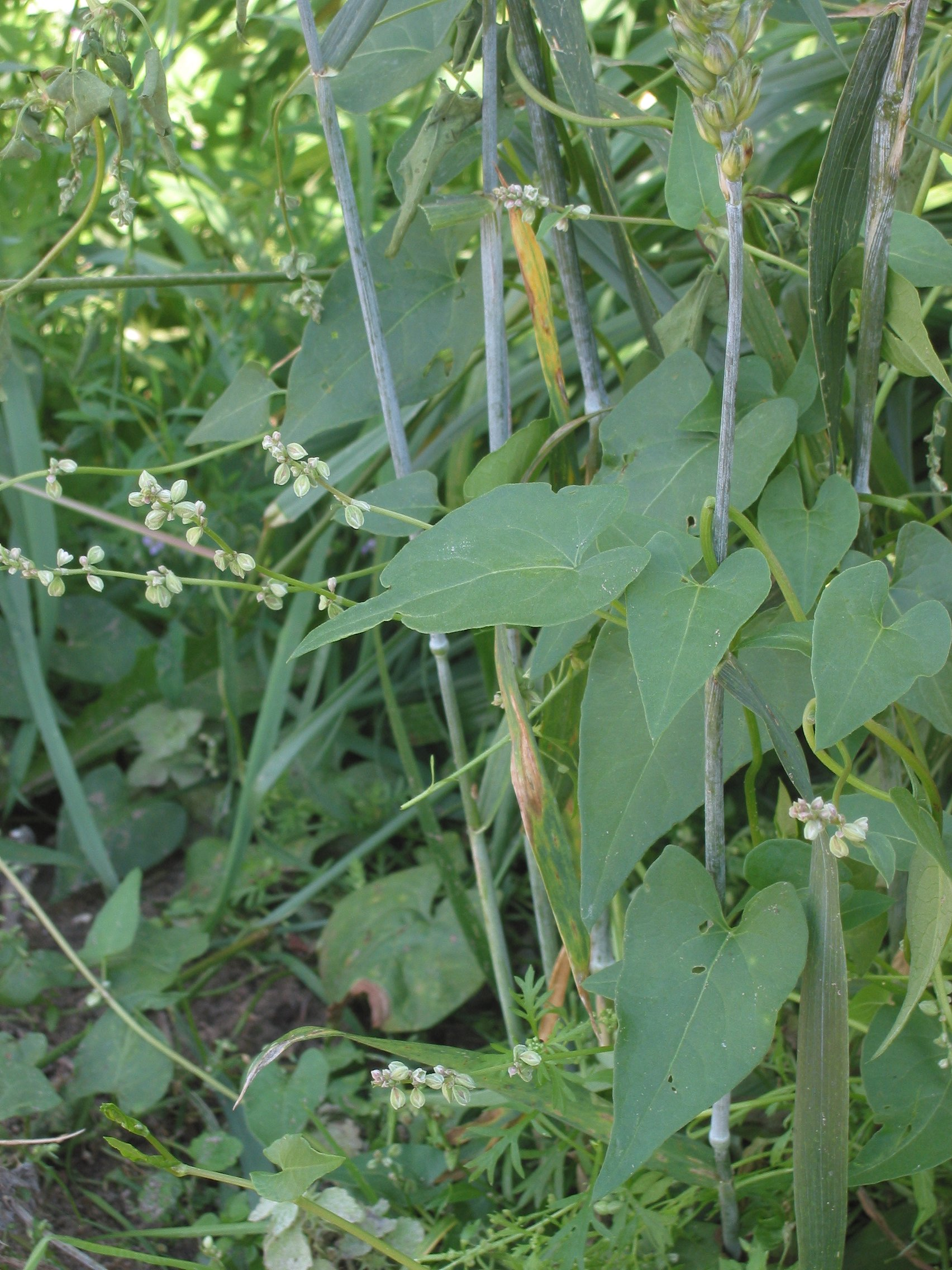
Windenknöterich (Fallopia convolvulus)

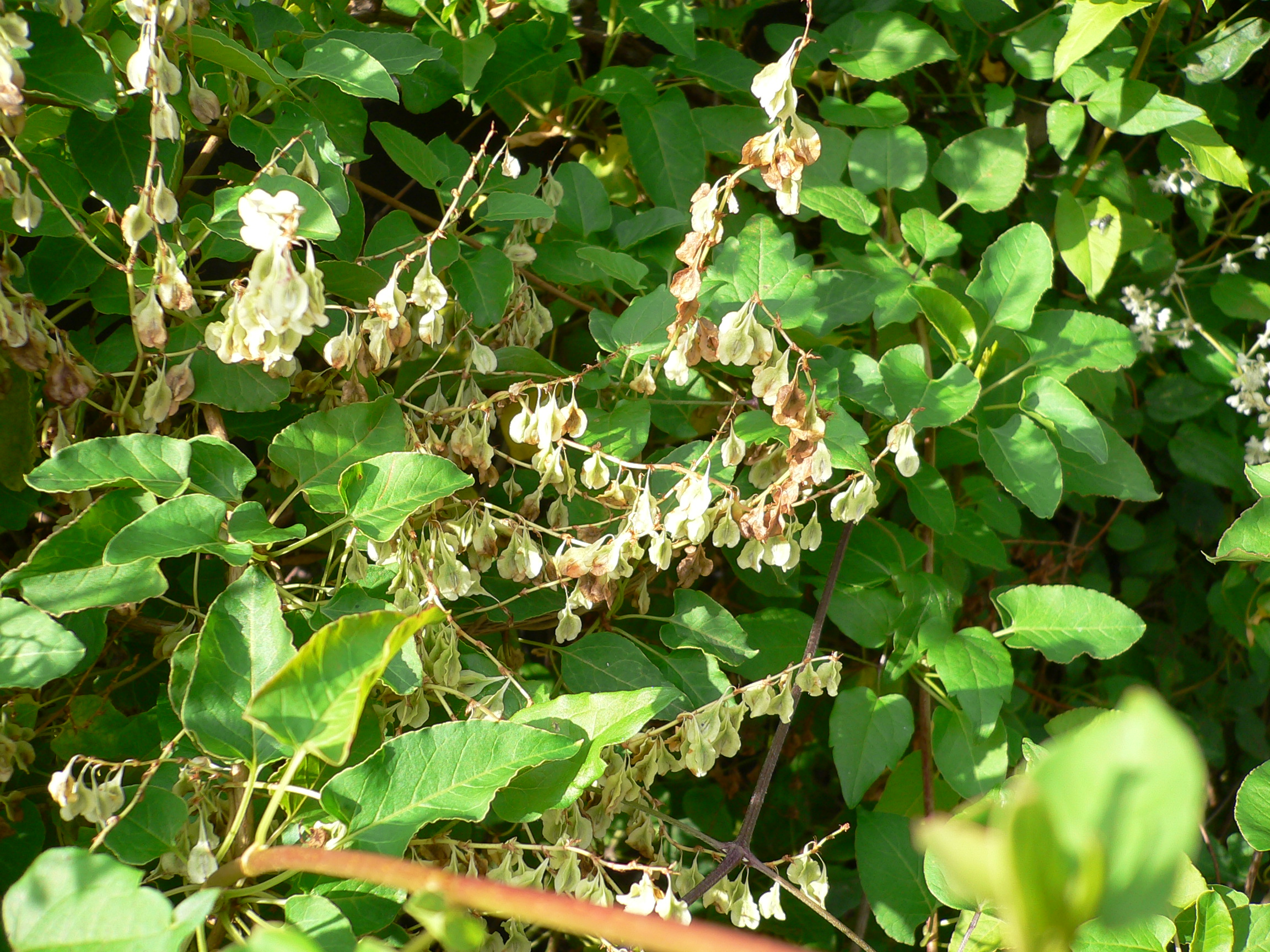
Schlingknöterich (Fallopia baldschuanica)

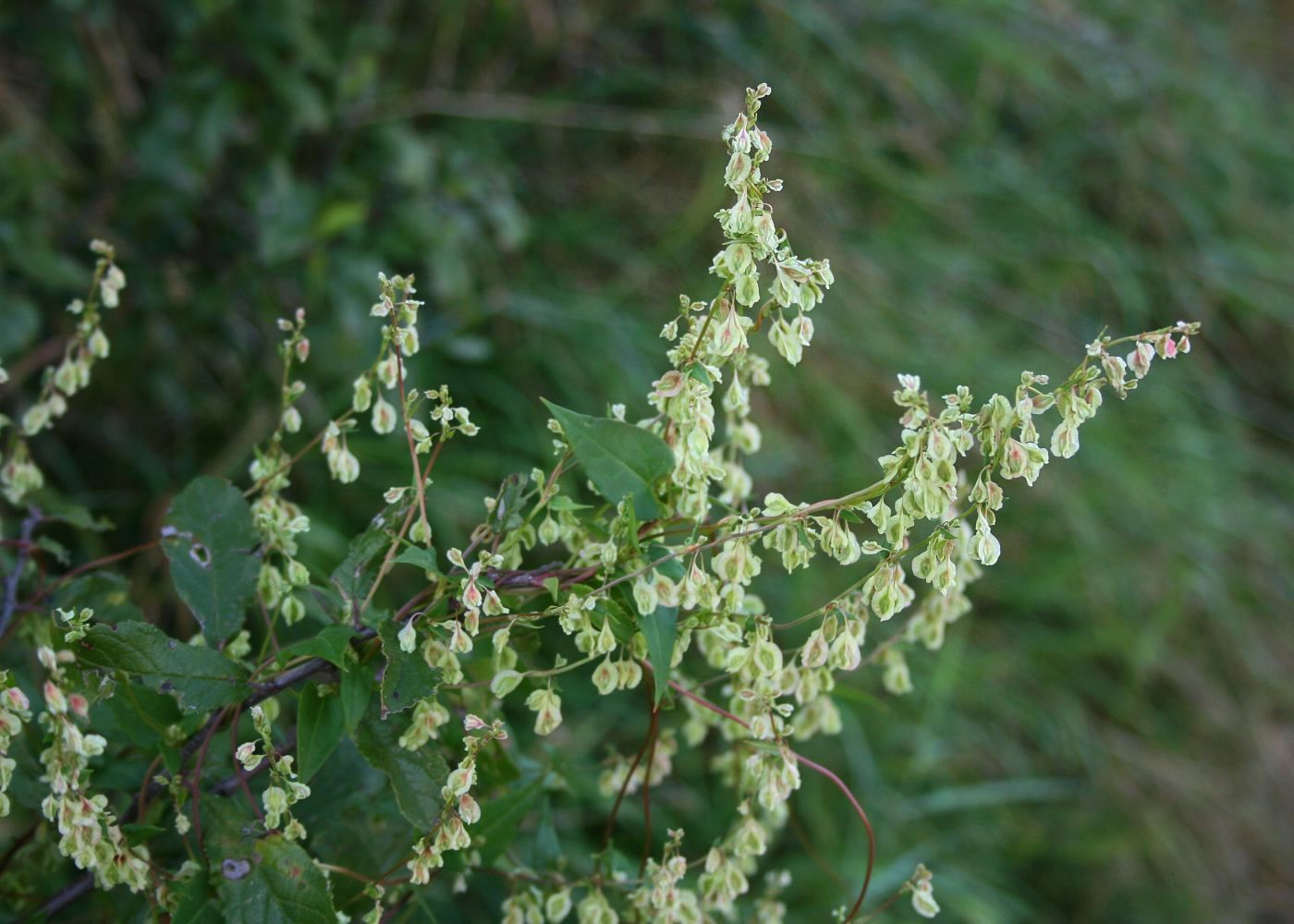
Hecken-Windenknöterich (Fallopia dumetorum)

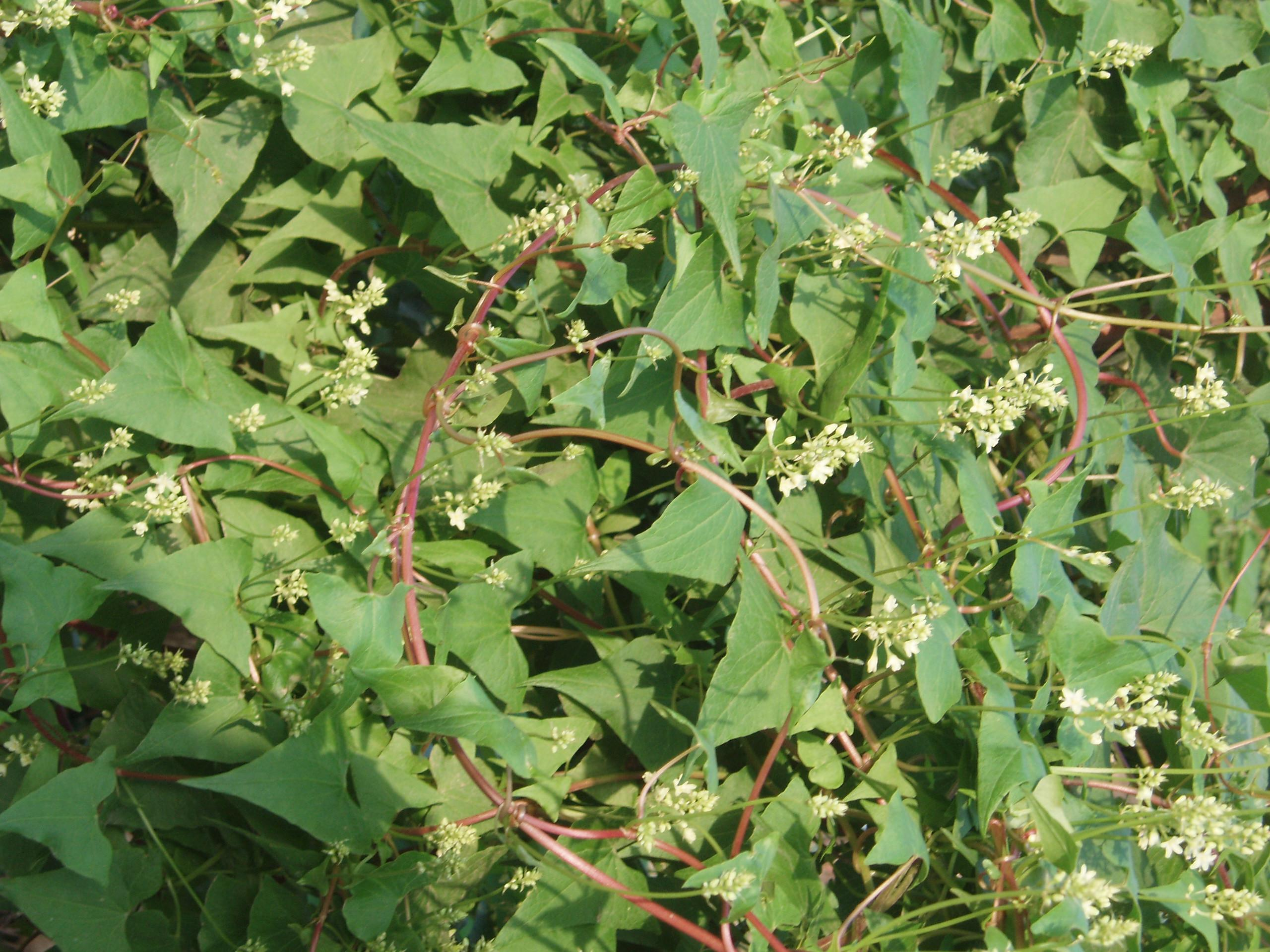
Fallopia multiflora

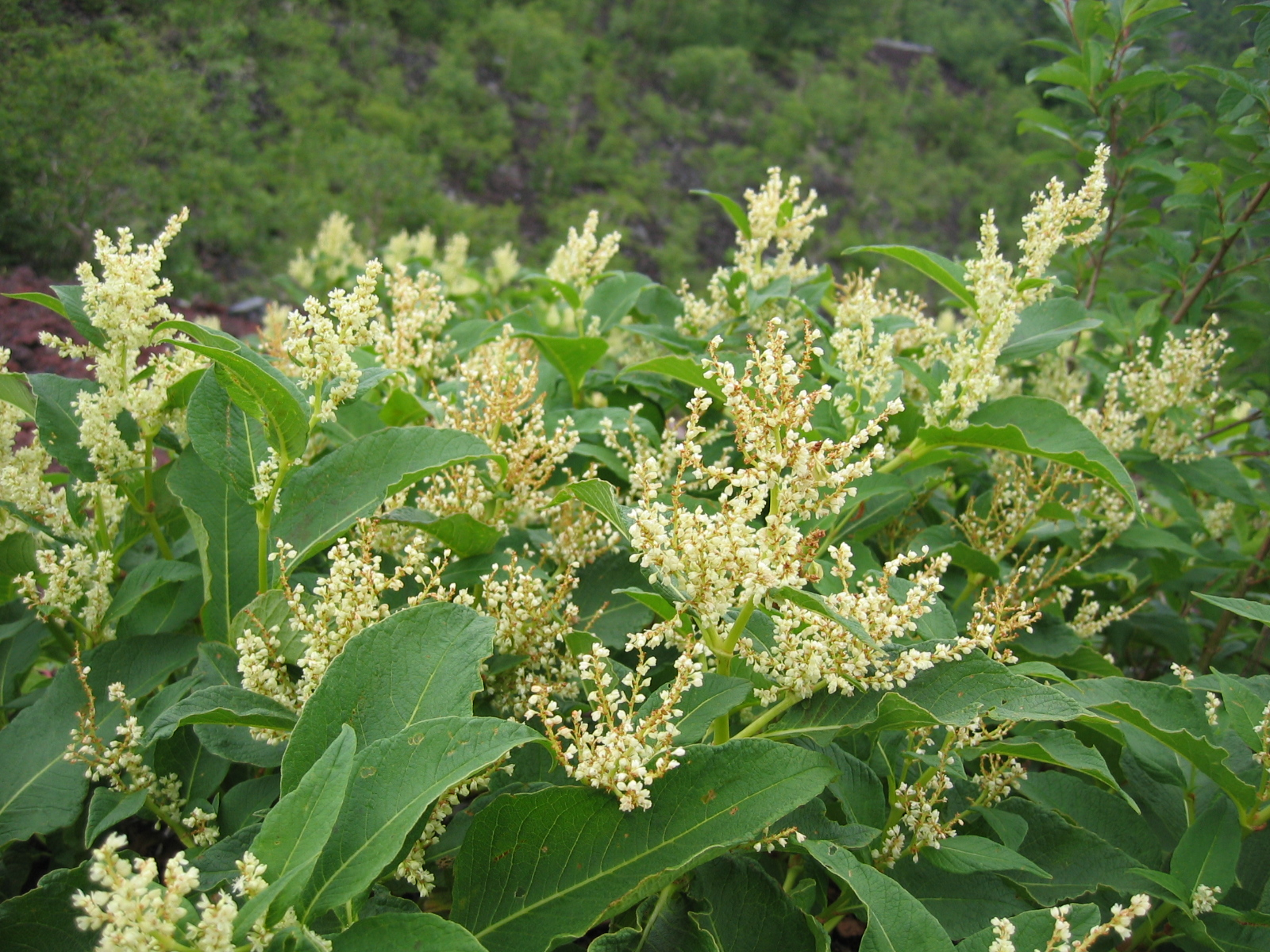
Laubblätter und Blütenstände eines weiblichen Sachalin-Staudenknöterich (Fallopia sachalinensis).

## Systematik
Die Gattung Fallopia wurde 1763 durch Michel Adanson in Familles des Plantes, 2, Seiten 274, 277, 557 aufgestellt. Typusart ist Fallopia scandens (L.) Holub. Synonyme für Fallopia Adans. sind Bilderdykia Dumort. und Pleuropterus Turcz. Die Gattung Fallopia gehört zur Tribus Polygoneae in der Unterfamilie Polygonoideae innerhalb der Familie der Polygonaceae. Die Gattung Fallopia wurde wahrscheinlich zu Ehren des italienischen Anatomen und Chirurgen Gabriele Falloppio (1523–1563) benannt.
Die Gattung Fallopia gehört zur Unterfamilie Polygonoideae. Der Umfang einiger Gattungen, beispielsweise Muehlenbeckia, Reynoutria und Fallopia, innerhalb der Unterfamilie Polygonoideae wird kontrovers diskutiert.
Die Arten der Gattung Fallopia wurden früher in Polygonum eingegliedert, weshalb alle Arten ein Synonym in dieser Gattung besitzen.
Es gibt 7 bis 17 Fallopia-Arten (Die Artenzahl ist abhängig davon ob Reynoutria enthalten ist):
- Schlingknöterich (Fallopia baldschuanica (Regel) Holub, Syn.: Polygonum baldschuanicum Regel, Fallopia aubertii (L.Henry) Holub, Polygonum aubertii L.Henry): Sie ist in Zentralasien beheimatet. In Europa und Nordamerika ist sie ein Neophyt.
- Fallopia cilinodis (Michx.) Holub, Syn.: Polygonum cilinode Michaux, Bilderdykia cilinodis (Michx.) Greene, Bilderdykia cilinodis var. laevigata (Fernald) C.F.Reed, Polygonum cilinode var. laevigatum Fernald, Reynoutria cilinodis (Michx.) Shinners, Tiniaria cilinodis (Michaux) Small: Sie ist in Nordamerika weitverbreitet und gedeiht in Höhenlagen von 0 bis 900 Metern.
- Windenknöterich (Fallopia convolvulus (L.) Á.Löve, Syn.: Polygonum convolvulus L., Bilderdykia convolvulus (L.) Dumort., Fallopia convolvulus var. subalata (Lejeune & Courtois) D.H.Kent, Reynoutria convolvulus (L.) Shinners, Tiniaria convolvulus (L.) Webb & Moquin-Tandon ex Webb & Berthelot): Sie ist Eurasien und Nordafrika beheimatet. Sie ist in weiten Teilen der Welt ein Neophyt. Sie wird als aggressives Ackerunkraut bewertet.
- Fallopia cynanchoides (Hemsl.) Haraldson, Syn. Polygonum cynanchoides Hemsl.: Es gibt zwei Varietäten:
  - Fallopia cynanchoides (Hemsl.) Haraldson var. cynanchoides: Sie gedeiht im Dickicht in Tälern und in Wäldern an Berghängen in Höhenlagen von 1100 bis 2400 Metern in den chinesischen Provinzen südliches Gansu, Guizhou, Hubei, Hunan, südliches Shaanxi, Sichuan sowie Yunnan.[6]
  - Fallopia cynanchoides var. glabriuscula (A.J.Li) A.J.Li: Sie gedeiht an Waldrändern und in Wäldern in Tälern in Höhenlagen von 2400 bis 3000 Metern in Tibet und Sichuan.[6]
- Fallopia dentatoalata (F.Schmidt) Holub (Syn.: Polygonum dentatoalatum F. Schmidt): Sie ist in China, Korea, in Russlands Fernen Osten und in Japan beheimatet. In China ist sie weitverbreitet und gedeiht dort in Mischwäldern in Tälern und an Hängen in Höhenlagen von 200 bis 2800 Metern.
- Fallopia denticulata (C.C.Huang) Holub (Syn.: Polygonum denticulatum C.C.Huang): Sie gedeiht in Gebüschen in Tälern in Höhenlagen von etwa 2500 Metern nur im südlichen China vor: vielleicht in Guizhou sowie Tibet, gesichert nur in Gengma in Yunnan.
- Hecken-Windenknöterich (Fallopia dumetorum (L.) Holub, Syn.: Polygonum dumetorum L., Bilderdykia scandens (L.) Greene var. dumetorum (L.) Dumort., Polygonum scandens L. var. dumetorum (L.) Gleason, Reynoutria scandens (L.) Shinners var. dumetorum (L.) Shinners, Tiniaria dumetorum (L.) Opiz): Sie ist Eurasien und Nordafrika beheimatet. Sie ist besonders in Nordamerika ein Neophyt.
- Fallopia filipes (Hara) Holub: Sie gedeiht in Nepal in Höhenlagen von 1900 bis 2900 Metern.
- Fallopia forbesii (Hance) Yonek. & H.Ohashi (Syn.: Polygonum forbesii Hance): Sie ist im nördlichen China und Korea beheimatet.
- Japanischer Staudenknöterich (Fallopia japonica (Houtt.) Ronse Decr., Syn.: Fallopia japonica f. colorans (Makino) Yonek., Fallopia japonica var. compacta (Hook. f.) J.P.Bailey, Fallopia japonica var. compacta J.Bailey, Fallopia japonica var. hachidyoensis (Makino) Yonek. & H.Ohashi, Fallopia japonica var. uzenensis (Honda) Yonek. & H.Ohashi, Pleuropterus cuspidatus (Siebold & Zucc.) H.Gross, Polygonum cuspidatum Siebold & Zucc., Polygonum reynoutria Makino, Reynoutria henryi Nakai, Reynoutria japonica Houtt., Tiniaria japonica (Houtt.) Hedberg): Sie ist Ostasien beheimatet und in vielen Teilen der Welt ein Neophyt. Sie wurde früher als Zierpflanze betrachtet, gilt jedoch heute in vielen Ländern als invasive „Problempflanze“, deren Bekämpfung sich außerhalb ihres Ursprungsgebietes als äußerst schwierig erweist.
- Fallopia koreana B.U.Oh & J.G.Kim:  Sie ist in Korea beheimatet.
- Fallopia multiflora (Thunb.) Haraldson (Syn. Polygonum multiflorum Thunb.): Die etwa zwei Varietäten sind in Japan sowie Taiwan und in China weitverbreitet:
  - Fallopia multiflora (Thunb.) Haraldson var. multiflora
  - Fallopia multiflora var. ciliinervis (Nakai) Yonek. & H.Ohashi
- Fallopia pterocarpa (Wall. ex Meisn.) Holub Syn.: Polygonum pterocarpum Wall. ex Meisn.: Sie gedeiht im Himalaja in Höhenlagen von 1500 bis 2200 Metern.
- Sachalin-Staudenknöterich (Fallopia sachalinensis (F.Schmidt) Ronse Decr., Syn.: Polygonum sachalinense F.Schmidt, Reynoutria sachalinensis (F.Schmidt) Nakai): Sie ist von Ostsibirien bis Japan beheimatet. Sie ist in vielen Teilen der Welt ein Neophyt.
- Fallopia scandens (L.) Holub (Syn.: Polygonum scandens L., Fallopia cristata (Engelm. ex A.Gray) Holub): Sie ist in Nordamerika weitverbreitet und gedeiht in Höhenlagen von 0 bis 1800 Metern.
- Fallopia schischkinii Tzvelev: Sie ist in Russland beheimatet.

Es gibt etwa drei natürliche Hybriden:
- Fallopia ×bohemica (Chrtek & Chrtková) J.P.Bailey (Syn.: Polygonum ×bohemicum (Chrtek & Chrtková) Zika & Jacobson, Reynoutria ×bohemica Chrtek & Chrtková): Sie ist in Europa beheimatet und besonders in Nordamerika ein Neophyt.
- Fallopia ×conollyana J.P.Bailey: Dies ist eine Kreuzung von Fallopia baldschuanica × Fallopia japonica.
- Fallopia ×convolvuloides (Brügger) Holub